# اقرا خالد
Iقرا خالد (20 نوفمبر 1985-) هي سياسية باكستانية كندية انتُخبت عن دائرة ميسيسوغا-إيرين ميلز في مجلس العموم الكندي في انتخابات 2015 الفيدرالية.

## النشأة والتعليم
ولدت اقرا في باكستان. في عام 1993 انتقلت عائلتها إلى بريطانيا بينما يُنهي والدها دراسة الدكتوراة. وفي عام 1998 هاجرت عائلتها إلى كندا، حيث فتح والداها متجرا عائليا صغيرا في مدينة ميسيساغا. ساعدت اقرا واخوتها الثلاثة الصغار في المتجر أثناء دراستهم في المدرسة. التحقت اقرا بجامعة يورك حيث تخرجت بدرجة علمية في علم الإجرام والكتابة الاحترافية في عام 2007. أثناء دراستها قامت بدور السفير الإعلامي لبرنامج خريجي جامعة يورك.
بعد تخرجها بدأت العمل في شركة هجرة. ثم تابعت دراستها للحصول على درجة الدكتوراه في القانون من كلية الحقوق بجامعة ويسترن ميشيغان كولي . أكملت البرنامج الذي مدته ثلاث سنوات في عامين فقط. كتبت أطروحتها النهائية حول تحليل مقارن لتأثيرات الثقافة على الحوكمة والتنظيم في الدول، باستخدام قانون الأعمال في الولايات المتحدة الأمريكية وكندا والهند والصين كدراسات حالة. تخرجت بامتياز مع مرتبة الشرف عام 2012. ثم عادت إلى كندا وبدأت العمل كاتبة قانونية تحت التدريب لمدينة ميسيسوجا.  

## المسيرة السياسية
في ديسمبر 2014، فازت اقرا بترشيحها لتكون مرشحة الحزب الليبرالي الكندي عن دائرة ميسيسوجا-إيرين ميلز. في الانتخابات الفيدرالية لعام 2015 ، هزمت اقرا النائب المحافظ الذي شغل مقعده لفترتين بوب ديشرت وفازت بالدائرة.  كانت اقرا واحدة من امرأتين باكستانيتين كنديتين انتُخِبتا لمجلس العموم في انتخابات عام 2015، مع زميلتها الليبرالية سلمى زاهد.  انتُخبت مجددا في عام 2019 ومرة أخرى في عام 2021.
تشغل اقرا حاليًا منصب نائب رئيس اللجنة الدائمة للوصول إلى المعلومات والخصوصية والأخلاق [الإنجليزية] (ETHI) ،  بالإضافة إلى كونها عضوًا في لجنة الأمن القومي والاستخبارات للبرلمانيين (NSICOP).  شغلت سابقًا منصب رئيس اللجنة الدائمة للعدالة وحقوق الإنسان [الإنجليزية] وعضوا في اللجنة الفرعية للجنة الدائمة للشؤون الخارجية والتنمية الدولية [الإنجليزية] (SDIR) المعنية بحقوق الإنسان العالمية.  بالإضافة إلى هذه الأدوار، عملت أيضًا رئيسةً لتكتل النساء الليبراليات  والتكتل النسائي لعموم الأحزاب. 
في عام 2018، رعت اقرا الالتماس E-1566، الذي دعا رئيس الوزراء إلى تعيين وزير أو مستشار خاص لشؤون كبار السن.  في وقت لاحق من نفس العام، عينت الحكومة الكندية فيلومينا تاسي وزيرة لكبار السن. 

### العدل
بصفتها عضوًا في اللجنة الدائمة للعدالة وحقوق الإنسان، شاركت اقرا في المناقشات والدراسات المتعلقة بموضوعات مثل الوصول إلى العدالة، وبرنامج تحديات المحكمة، وتشريعات الموت بمساعدة الطبيب، وتشريعات حقوق المتحولين جنسيًا، والجنس مع الحيوانات والقتال بين الحيوانات، والكراهية عبر الإنترنت في كندا، التمييز الجيني، وإساءة معاملة المسنين. 
في عام 2017 ، قدمت اقرا اقتراحًا ناجحًا لإجراء دراسة حول الاتجار بالبشر.  بعد الاستماع إلى العديد من الشهود والسفر عبر كندا لفحص القضية بشكل أكبر، قدمت اللجنة تقريرها "المضي قدمًا في مكافحة الاتجار بالبشر في كندا"، والذي تضمن توصيات من شأنها أن تساعد ضحايا الاتجار في الدعم الذي يحتاجون إليه وجلب المتاجرين بالبشر للعدالة. 

### العمل في مجال حقوق الإنسان
بصفتها عضوًا في اللجنة الفرعية لحقوق الإنسان الدولية، شاركت اقرا في دراسات رئيسية حول أوضاع حقوق الإنسان حول العالم بما في ذلك انتهاكات حقوق الإنسان في بيرو وفيتنام وسوريا والعراق وبوروندي وموريتانيا والصين وفنزويلا وقضية الاتجار بالجنس في جنوب آسيا. سافرت أيضًا إلى كينيا وإثيوبيا لدراسة جهود التنمية الدولية في جميع أنحاء العالم.
في عام 2016، قدمت اقرا اقتراحًا ناجحًا إلى اللجنة الفرعية لحقوق الإنسان الدولية لدراسة محنة أقلية الروهينجا في ميانمار.  نوقش التقرير الذي نتج عن الدراسة في نقاش طارئ في مجلس العموم ونتيجة لذلك أصبحت كندا واحدة من أوائل الدول التي اعترفت بالإبادة الجماعية لأقلية الروهينجا في ميانمار. 
في عام 2017، رعت اقرا الالتماس E609، الذي يطلب من الحكومة الكندية مساعدة سكان حلب المتضررين من الأزمة السورية .
في ديسمبر / كانون الأول 2016، قدمت النائبة اقرا اقتراحًا يطالب الحكومة بوضع استراتيجية للتصدي للعنصرية النظامية والتمييز الديني.  طُوِّر الاقتراح استجابة لعريضة تدين الإسلاموفوبيا في كندا، والتي رعاها النائب فرانك بايليس.  مُرِّر الاقتراح بموافقة أغلبية 2/3 وأجرت اللجنة الدائمة للتراث الكندي [الإنجليزية] دراسة.   أصدرت اللجنة تقريرًا في عام 2018،  ونتيجة لذلك خُصِّص 23 مليون دولار للاستثمار في مبادرات مناهضة العنصرية والتمييز. 
لعملها في مجال حقوق الإنسان، اختيرت اقرا واحدةً من نساء العام في مجلة شاتلان [الإنجليزية] في عام 2017. 
 

## روابط خارجية
- الموقع الرسمي
- الملف الشخصي openparictures.ca
- اقرا خالد - السيرة الذاتية لبرلمان كندا